# تاکاشی کانای
تاکاشی کانای (انگلیسی: Takashi Kanai؛ زادهٔ ۵ فوریهٔ ۱۹۹۰) بازیکن فوتبال اهل ژاپن است.
از باشگاه‌هایی که در آن بازی کرده‌است می‌توان به باشگاه فوتبال یوکوهاما مارینوس، باشگاه فوتبال ساگان توسو، باشگاه فوتبال جف یونایتد ایچیهارا چیبا، و باشگاه فوتبال یوکوهاما مارینوس اشاره کرد.
وی همچنین در تیم ملی فوتبال زیر ۱۷ سال ژاپن بازی کرده‌است.